# Martijn Maaskant
Martijn Maaskant (Oude IJsselstreek, 27 luglio 1983) è un ex ciclista su strada olandese professionista dal 2003 al 2014.

## Carriera

### Junior
Dopo aver gareggiato nella categoria Juniores, Maaskant venne notato per le sue prestazioni dalla Rabobank e viene integrato nella squadra Junior nel 2001. Giunse terzo nella Tre Giorni di Axel in aprile e vinse una tappa e la classifica finale del Acht van Bladel a settembre. Nonostante questi risultati la Rabobank non gli rinnovò il contratto e Maaskant trascorse la stagione 2002 tra le file della WV De Jonge Renner.

### 2003-2006
Divenne professionista nel 2003 con il team olandese Van Vliet-EBH Advocaten. Corse quasi sempre eventi nei Paesi Bassi conquistando vari piazzamenti. Nel 2005 ottenne buone prestazioni all'Olympia's Tour (quattro piazzamenti nei primi cinque, settimo in classifica generale) e molti piazzamenti, tra i quali un nono posto alla Paris-Roubaix Espoirs, piazzamenti che nel 2006 gli consentirono di vestire la maglia della Rabobank Continental, formazione satellite dell'omonima squadra ProTour.
Correndo fuori dai Paesi Bassi più regolarmente, Maaskant ottiene buoni risultati conquistando una tappa del Tour de Normandie, un secondo posto nel Hel van het Mergelland e vari piazzamenti in Norvegia. Tuttavia le corse a cui partecipa fanno parte delle categorie 1.2 e 2.2, il livello più basso del ciclismo professionistico.

### 2007-2010
All'inizio della stagione 2007 vince il Tour de Normandie e termina secondo nella Beverbeek Classic, nel Triptyque des Monts et Châteaux e nel Tour of Britain. Risultando uno dei migliori corridori nelle piccole corse a tappe, chiude sesto nel Grand Prix Pino Cerami e vince il Profronde van Drenthe in solitaria. Alla fine di aprile diventa leader della classifica individuale dell'UCI Europe Tour. Nonostante un ottimo Olympia's Tour (quattro secondi posti, una vittoria di tappa e secondo posto nella classifica finale) non riesce però a mantenere la posizione e conclude l'UCI Europe Tour in terza posizione. Nello stesso anno partecipa al campionato olandese in linea, chiudendo in undicesima posizione.
Nel 2008 passa professionista con la formazione statunitense Team Slipstream-Chipotle presented by H30, divenuta nello stesso anno Garmin-Chipotle. Nella sua prima stagione da pro Maaskant si dimostra adatto alle classiche sul pavé: arrivò quarto nella Monte Paschi Eroica, dodicesimo al Giro delle Fiandre e ancora quarto alla Parigi-Roubaix. A luglio partecipa al suo primo Tour de France, terminandolo in 134ª posizione. Nel 2009 conferma le sue doti di corridore da classiche con un quarto posto nel Giro delle Fiandre.

## Palmarès
- 2006

3ª tappa Tour de Normandie (Aubevoye > Elbeuf)
- 2007

Profronde van Drenthe
Classifica generale Tour de Normandie

### Altri successi
- 2009

1ª tappa Tour of Qatar (cronosquadre)

## Piazzamenti

### Grandi Giri
- Tour de France

2008: 134º
2009: 98º
2010: 139º
- Vuelta a España

2009: 135º
2012: 150º

### Classiche monumento
- Milano-Sanremo

2014: 38º
- Giro delle Fiandre

2013: 72º
- Parigi-Roubaix

2013: 73º
2014: 81º